# スクランブル3
『スクランブル3』（スクランブルスリー）は、1989年4月3日から同年9月29日まで一部日本テレビ系列局で放送された日本テレビ製作のワイドショー。放送時間は毎週月曜 - 金曜 15:00 - 15:45 (JST) 。

## 概要
司会は、この年にフジテレビのアナウンサーからフリーアナウンサーに転身し、フジテレビ時代に『夜のヒットスタジオ』で「モグラのお兄さん」として親しまれていた小林大輔が務めた。前番組の『芸能スクランブル!!』が半年で打ち切りとなり、セットもほとんど作り替えられないまま急遽立ち上げられた番組であった。
番組の終了後、同枠では替わって芸能・社会ネタの内容はそのままに生活情報も新しく取り入れた後継番組『キャッチ』がスタート。

## 放送局
当時の日本テレビ系列局にはクロスネット局などが多く、同時間帯にフジテレビ『タイム3』を同時ネットで、あるいはテレビ朝日『欽どこTV!!』を時差ネットで放送していた局があった。そのため当番組をネットしていなかった局もあったほか、この時間帯はローカルセールス枠だったため、放送局によっては放送しなかったところもあった。

## その他
- 1989年8月4日放送分は、天皇・皇后（後の上皇明仁・上皇后美智子）の「即位後初の記者会見」に関する報道特別番組放送のため、15:30までの短縮放送となった[1]。